# Barry Jones Bay
Die Barry Jones Bay (chinesisch 静湾 Jing Wan, deutsch ‚Stille Bucht‘) ist eine Nebenbucht der Prydz Bay an der Ingrid-Christensen-Küste des ostantarktischen Prinzessin-Elisabeth-Lands. Sie liegt zwischen der Priddy Promontory und der Halbinsel Stornes in den Larsemann Hills.
Das Antarctic Names Committee of Australia benannte sie 1988 nach dem australischen Politiker Barry Owen Jones (* 1932), zu dessen Ressort als australischer Wissenschaftsminister von 1983 bis 1990 sämtliche Angelegenheit Antarktika betreffend gehörten.